# Liste der Monuments historiques in Saint-Martin-des-Champs (Finistère)
Die Liste der Monuments historiques in Saint-Martin-des-Champs (Finistère) führt die Monuments historiques in der französischen Gemeinde Saint-Martin-des-Champs auf.

## Liste der Bauwerke
| Bezeichnung          | Beschreibung                       | Standort | Kennzeichnung | Schutzstatus | Datum | Bild |
| -------------------- | ---------------------------------- | -------- | ------------- | ------------ | ----- | ---- |
| Château de Bagatelle | Schloss, erbaut im 18. Jahrhundert | (Lage)   | PA00090422    | Inscrit      | 1946  |      |

## Liste der Objekte
- Monuments historiques (Objekte) in Saint-Jean-du-Doigt in der Base Palissy des französischen Kultusministeriums